# Плеврококк
Плевроко́кк (лат. Pleurococcus) — род зелёных водорослей семейства Хетофоровые (Chaetophoraceae).

## Описание
Клетки шаровидные, одиночные либо соединённые в группы. Иногда образуют короткие веточки.
Протопласт лишён видимых вакуолей. Хлоропласт одиночный, без пиреноидов.

## Распространение
Распространён повсеместно, образует зелёные налёты на деревьях, скалах и почве. Способен переносить полное высыхание.
Плеврококк растёт на северной стороне дерева и по нему можно ориентироваться, если заблудился.

## Виды
Род включает 5 видов:
- Pleurococcus angulosus
- Pleurococcus magnum
- Pleurococcus mucosus
- Pleurococcus rufescens
- Pleurococcus vulgaris